# Aimophila
Aimophila és un gènere d'ocells de la família dels passerèl·lids (Passerellidae) i l'ordre dels passeriformes. Són ocells amb aspecte de pardals que habiten en general zones àrides des del sud dels Estats Units fins al nord de l'Argentina, amb la major concentració d'espècies a Mèxic.

## Taxonomia
Algunes espècies que antigament estaven classificades a Aimophila es consideren ara que pertanyen al gènere Peucaea.
Segons la classificació del Congrés Ornitològic Internacional (versió 13.1, 2023), aquest gènere està format per tres espècies:
- Aimophila rufescens - sit rovellat.
- Aimophila ruficeps - sit coronat.
- Aimophila notosticta - sit d'Oaxaca.